# Campionati africani di atletica leggera 2004
I Campionati africani di atletica leggera 2004 sono stati la 14ª edizione dei Campionati africani di atletica leggera. La manifestazione si è svolta dal 14 al 18 luglio presso lo Stade Alphonse Massamba-Débat di Brazzaville, nella Repubblica del Congo.

## Medagliati

### Uomini
| Specialità | Oro                                                                    | Prestazione | Argento                                                          | Prestazione | Bronzo                                                                          | Prestazione |
| Corse piane |                                                                        |             |                                                                  |             |                                                                                 |             |
| 100 m | Olusoji Fasuba                                                         | 10"21       | Idrissa Sanou                                                    | 10"37       | Jaysuma Saidy Ndure                                                             | 10"43       |
| 200 m | Joseph Batangdon                                                       | 20"46       | Ambrose Ezenwa                                                   | 20"75       | Morné Nagel                                                                     | 20"83       |
| 400 m | Eric Milazar                                                           | 45"03       | Ezra Sambu                                                       | 45"33       | Young Talkmore Nyongani                                                         | 45"69       |
| 800 m | William Yiampoy                                                        | 1'45"36     | Hezekiél Sepeng                                                  | 1'45"55     | Ismail Ahmed Ismail                                                             | 1'45"87     |
| 1 500 m | Paul Korir                                                             | 3'39"48     | Peter Roko Ashak                                                 | 3'41"31     | Yassine Bensghir                                                                | 3'41"49     |
| 5 000 m | Terefe Maregu                                                          | 13'47"77    | Boniface Songok                                                  | 13'48"06    | Hillary Chenonge                                                                | 13'48"44    |
| 10 000 m | Charles Kamathi                                                        | 28'07"83    | Abebe Dinkesa                                                    | 28'10"49    | Yibeltal Admassu                                                                | 28'28"59    |
| Corse a ostacoli |                                                                        |             |                                                                  |             |                                                                                 |             |
| 110 hs | Todd Matthews-Jouda                                                    | 13"70       | Shaun Bownes                                                     | 13"80       | Frikkie van Zyl                                                                 | 13"81       |
| 400 hs | Llewellyn Herbert                                                      | 48"90       | Julius Bungei                                                    | 49"56       | Ockert Cilliers                                                                 | 49"58       |
| 3 000 siepi | David Chemweno                                                         | 8'17"31     | Richard Mateelong                                                | 8'26"34     | Abdelatif Chemlal                                                               | 8'31"01     |
| Prove su strada |                                                                        |             |                                                                  |             |                                                                                 |             |
| Marcia 20 km | Julius Sawe                                                            | 1h27'43"    | Hassanine Sebei                                                  | 1h28'35"    | Moussa Aouanouk                                                                 | 1h29'02"    |
| Salti |                                                                        |             |                                                                  |             |                                                                                 |             |
| Salto in alto | Kabelo Mmono                                                           | 2,17 m      | Boubacar Séré                                                    | 2,10 m      | Khemraj Naiko                                                                   | 2,10 m      |
| Salto con l'asta | Béchir Zaghouani                                                       | 5,20 m      | Karim Sène                                                       | 5,00 m      | Mohamed Karbib                                                                  | 4,60 m      |
| Salto in lungo | Jonathan Chimier                                                       | 8,06 m      | Ndiss Kaba Badji                                                 | 7,86 m      | Nabil Adamou                                                                    | 7,72 m      |
| Salto triplo | Olivier Sanou                                                          | 16,31 m     | Hamza Ménina                                                     | 16,02 m     | Thierry Adanabou                                                                | 15,93 m     |
| Lanci |                                                                        |             |                                                                  |             |                                                                                 |             |
| Getto del peso | Janus Robberts                                                         | 21,02 m     | Burger Lambrechts                                                | 18,78 m     | Yasser Ibrahim Farag                                                            | 18,51 m     |
| Lancio del disco | Frantz Kruger                                                          | 63,85 m     | Hannes Hopley                                                    | 63,50 m     | Nabil Kiram                                                                     | 52,12 m     |
| Lancio del giavellotto | Gerhardus Pienaar                                                      | 78,31 m     | Gerbrandt Grobler                                                | 76,93 m     | Willie Human                                                                    | 71,48 m     |
| Lancio del martello | Chris Harmse                                                           | 75,90 m     | Saber Souid                                                      | 70,71 m     | Ahmed Abd El Raouf                                                              | 67,87 m     |
| Prove multiple |                                                                        |             |                                                                  |             |                                                                                 |             |
| Decathlon | Anis Riahi                                                             | 7 200 p.    | Selwyn Lieutier                                                  | 6 882 p.    | Celestin Moussambote Kengué                                                     | 6 478 p.    |
| Staffette |                                                                        |             |                                                                  |             |                                                                                 |             |
| Staffetta 4×100 m | Nigeria Olusoji Fasuba Ambrose Ezenwa Aaron Egbele Chinedu Oriala      | 38"91       | Sudafrica Morné Nagel Deon du Toit Clinton Venter Lee-Roy Newton | 39"59       | Camerun Emmanuel Ngom Priso Idrissa Adam Alain Olivier Nyounai Joseph Batangdon | 39"87       |
| Staffetta 4×400 m | Zimbabwe Lloyd Zvasiya Lewis Banda Temba Ncube Young Talkmore Nyongani | 3'02"38     | Nigeria James Godday Saul Weigopwa Bola Lawal Enefiok Udo-Obong  | 3'02"66     | Sudafrica Marcus la Grange Werner Botha Hendrick Mokganyetsi Arnaud Malherbe    | 3'03"81     |
| record mondiale; record mondiale stagionale; record africano; record dei campionati; record nazionale; record personale; record personale stagionale. |                                                                        |             |                                                                  |             |                                                                                 |             |

### Donne
| Specialità | Oro                                                                    | Prestazione | Argento                                                                   | Prestazione | Bronzo                                                                     | Prestazione |
| Corse piane |                                                                        |             |                                                                           |             |                                                                            |             |
| 100 m | Endurance Ojokolo                                                      | 11"33       | Mercy Nku                                                                 | 11"36       | Geraldine Pillay                                                           | 11"40       |
| 200 m | Geraldine Pillay                                                       | 23"18       | Kadiatou Camara                                                           | 23"22       | Kaltouma Nadjina                                                           | 23"29       |
| 400 m | Fatou Bintou Fall                                                      | 50"62       | Kaltouma Nadjina                                                          | 50"80       | Hortense Béwouda                                                           | 51"15       |
| 800 m | Saïda El Mehdi                                                         | 2'03"52     | Charity Wandia                                                            | 2'04"08     | Caroline Chepkwony                                                         | 2'04"58     |
| 1 500 m | Nancy Langat                                                           | 4'24"56     | Saïda El Mehdi                                                            | 4'24"87     | Jeruto Kiptum                                                              | 4'25"85     |
| 5 000 m | Etalemahu Kidane                                                       | 16'25"83    | Priscah Jepleting Cherono                                                 | 16'26"15    | Angele Haronsimana                                                         | 16'55"99    |
| 10 000 m | Eyerusalem Kuma                                                        | 31'56"77    | Irene Kwambai                                                             | 31'57"54    | Catherine Kirui                                                            | 32'35"71    |
| Corse a ostacoli |                                                                        |             |                                                                           |             |                                                                            |             |
| 100 hs | Rosa Rakotozafy                                                        | 13"73       | Carole Kaboud Mebam                                                       | 14"07       | Alima Soura                                                                | 14"38       |
| 400 hs | Surita Febbraio                                                        | 55"12       | Mame Tacko Diouf                                                          | 55"62       | Zahra Lachgar                                                              | 57"12       |
| 3 000 siepi | Bouchra Chaâbi                                                         | 9'53"46     | Nawal Baïbi                                                               | 10'11"42    | Tebogo Masehla                                                             | 10'34"40    |
| Prove su strada |                                                                        |             |                                                                           |             |                                                                            |             |
| Marcia 20 km | Grace Wanjiru                                                          | 1h42'45"    | Nicolene Cronjé                                                           | 1h43'57"    | Bahia Boussad                                                              | 1h46'12"    |
| Salti |                                                                        |             |                                                                           |             |                                                                            |             |
| Salto in alto | Hestrie Cloete                                                         | 1,95 m      | Samantha Dodd                                                             | 1,60 m      | Janice Josephs                                                             | 1,50 m      |
| Salto con l'asta | Syrine Balti                                                           | 4,00 m      | Samantha Dodd                                                             | 3,80 m      | Nancy Cheekoussen                                                          | 3,70 m      |
| Salto in lungo | Kéné Ndoye                                                             | 6,64 m      | Kadiatou Camara                                                           | 6,29 m      | Yah Koïta                                                                  | 6,27 m      |
| Salto triplo | Yamilé Aldama                                                          | 14,90 m     | Kéné Ndoye                                                                | 14,44 m     | Mariette Mien                                                              | 12,61 m     |
| Lanci |                                                                        |             |                                                                           |             |                                                                            |             |
| Getto del peso | Wafa Ismail El Baghdadi                                                | 15,53 m     | Amel Ben Khaled                                                           | 15,45 m     | Alifatou Djibril                                                           | 15,16 m     |
| Lancio del disco | Elizna Naudé                                                           | 57,50 m     | Alifatou Djibril                                                          | 52,62 m     | Hiba Meshili Abu Zaghari                                                   | 50,58 m     |
| Lancio del giavellotto | Sunette Viljoen                                                        | 60,13 m     | Aïda Sellam                                                               | 54,68 m     | Cecilia Kiplagat                                                           | 48,78 m     |
| Lancio del martello | Marwa Hussein                                                          | 66,14 m     | Mouna Dani                                                                | 57,98 m     | Hayat El Ghazi                                                             | 57,67 m     |
| Prove multiple |                                                                        |             |                                                                           |             |                                                                            |             |
| Eptathlon | Margaret Simpson                                                       | 6 154 p.    | Janice Josephs                                                            | 5 785 p.    | Céline Laporte                                                             | 5 172 p.    |
| Staffette |                                                                        |             |                                                                           |             |                                                                            |             |
| Staffetta 4×100 m | Nigeria Gloria Kemasuode Mercy Nku Oludamola Osayomi Endurance Ojokolo | 44"32       | Sudafrica Dikeledi Moropane Heide Seyerling Adri Shoeman Geraldine Pillay | 44"42       | Senegal Fatoumata Coly Aïda Diop Aissatou Badjo Aminata Diouf              | 45"21       |
| Staffetta 4×400 m | Senegal Fatou Bintou Fall Mame Tacko Diouf Aïda Diop Amy Mbacké Thiam  | 3'29"41     | Sudafrica Surita Febbraio Adri Shoeman Heide Seyerling Estie Wittstock    | 3'30"12     | Camerun Hortense Béwouda Carole Kaboud Mebam Muriel Noah Delphine Atangana | 3'30"77     |
| record mondiale; record mondiale stagionale; record africano; record dei campionati; record nazionale; record personale; record personale stagionale. |                                                                        |             |                                                                           |             |                                                                            |             |

## Medagliere
| Posizione | Paese          | Oro | Argento | Bronzo | Totale |
| --------- | -------------- | --- | ------- | ------ | ------ |
| 1         | Sudafrica      | 10  | 12      | 8      | 30     |
| 2         | Kenya          | 7   | 7       | 5      | 19     |
| 3         | Nigeria        | 4   | 3       | 0      | 7      |
| 4         | Senegal        | 3   | 4       | 1      | 8      |
| 5         | Tunisia        | 3   | 4       | 0      | 7      |
| 6         | Etiopia        | 3   | 1       | 1      | 5      |
| 7         | Marocco        | 2   | 3       | 6      | 11     |
| 8         | Mauritius      | 2   | 1       | 2      | 5      |
| 9         | Sudan          | 2   | 1       | 1      | 4      |
| 10        | Egitto         | 2   | 0       | 3      | 5      |
| 11        | Burkina Faso   | 1   | 2       | 3      | 6      |
| 12        | Camerun        | 1   | 1       | 3      | 5      |
| 13        | Zimbabwe       | 1   | 0       | 1      | 2      |
| 14        | Botswana       | 1   | 0       | 0      | 1      |
| 14        | Ghana          | 1   | 0       | 0      | 1      |
| 14        | Madagascar     | 1   | 0       | 0      | 1      |
| 17        | Mali           | 0   | 2       | 1      | 3      |
| 18        | Algeria        | 0   | 1       | 3      | 4      |
| 19        | Ciad           | 0   | 1       | 1      | 2      |
| 19        | Togo           | 0   | 1       | 1      | 2      |
| 21        | Burundi        | 0   | 0       | 1      | 1      |
| 21        | Gambia         | 0   | 0       | 1      | 1      |
| 21        | Rep. del Congo | 0   | 0       | 1      | 1      |
| 21        | Seychelles     | 0   | 0       | 1      | 1      |
| Totale    | Totale         | 44  | 44      | 44     | 132    |